# Балтийск
Балти́йск (до 1946 года — Пилла́у, нем. Pillau) — город в Калининградской области России, административный центр Балтийского городского округа.
Балтийск — самый западный город России. Расположен на Пиллауском полуострове, на берегу Балтийского пролива, соединяющего Калининградский (Вислинский) залив с Гданьским заливом Балтийского моря. В городе находятся крупный морской порт, паромный терминал и железнодорожный вокзал.
В Балтийске расположена Балтийская военно-морская база Балтийского флота — крупнейшая база ВМФ России на Балтийском море. Ежегодно в День Военно-морского флота проводится парад кораблей. В советское время город имел статус закрытого административно-территориального образования. В настоящее время въезд в город для граждан России свободный; для посещения иностранными гражданами требуется разрешение ФСБ.

## География
Город расположен на Земландском полуострове, его основная часть — на Пиллауском полуострове. Часть городского округа находится на Балтийской косе, которая отделяет Калининградский залив от Гданьского залива. Эти две части разделены Балтийским проливом. Расстояние до областного центра Калининграда составляет около 50 км. Общая площадь города — около 50 км², из которых значительную часть занимают пляжи.
В состав Балтийского городского округа входит российская часть Балтийской косы. Её протяжённость — около 25 км, ширина — от 300 до 1800 метров. Площадь косы составляет 25,5 км². Благодаря тому, что в советское время территория была закрытой зоной, здесь сохранилась уникальная природа.
К северо-западу от основной части города расположены посёлки Мечниково (бывш. Нойхойзер) и Павлово (бывш. Зоннернберг), которые до Второй мировой войны были известными курортами.

### Климат
Климат Балтийска переходный от умеренно-морского к умеренно-континентальному, с мягкой зимой и прохладным летом. Сильное влияние на погоду оказывает Балтийское море, что обуславливает высокую влажность воздуха.
- Среднегодовая температура воздуха — 8,9 °C
- Среднегодовая температура воды — 9,3 °C
- Средняя скорость ветра — 3,9 м/с

| Показатель                | Янв. | Фев. | Март  | Апр. | Май  | Июнь | Июль | Авг. | Сен. | Окт. | Нояб. | Дек.  | Год  |
| ------------------------- | ---- | ---- | ----- | ---- | ---- | ---- | ---- | ---- | ---- | ---- | ----- | ----- | ---- |
| Абсолютный максимум, °C   | 11,0 | 11,0 | 16,5  | 27,0 | 30,0 | 32,4 | 34,0 | 34,0 | 27,7 | 20,4 | 15,6  | 12,2  | 34,0 |
| Средняя температура, °C   | 0,1  | 0,5  | 3,0   | 7,6  | 12,4 | 15,9 | 18,9 | 19,1 | 14,9 | 9,7  | 5,1   | 1,9   | 9,1  |
| Абсолютный минимум, °C    | −26  | −23  | −18,5 | −3,5 | 0,5  | 5,8  | 10,2 | 10,6 | 4,0  | −3,4 | −11,5 | −21,5 | −26  |
| Норма осадков, мм         | 48   | 40   | 41    | 37   | 53   | 63   | 76   | 83   | 73   | 80   | 65    | 58    | 717  |
| Температура воды, °C      | 1,2  | 1,0  | 2,2   | 6,5  | 12,0 | 16,1 | 18,8 | 19,2 | 15,7 | 10,8 | 5,9   | 2,5   | 9,3  |
| Источник: Погода и Климат |      |      |       |      |      |      |      |      |      |      |       |       |      |

## История

### Ранняя история
Первые поселения рыбаков в этом районе, известные как Вограм, упоминаются в 1258 году. К 1363 году относится первое упоминание о поселении «Пиле» (от прусского pilis — «крепость»), позже известном как Старый Пиллау.
Развитию поселения способствовал сильный шторм 10 сентября 1510 года, в результате которого образовался судоходный пролив Фриш-Гафф (ныне Балтийский пролив), отделивший Балтийскую косу от материка. Пиллау стал расти как транспортный узел. В XVI веке здесь были построены блокгауз (1537), склады и земляные укрепления (1550).
Во время Польско-шведской войны 6 июля 1626 года в Пиллау высадился шведский король Густав II Адольф. Шведы заложили звездообразную пятиугольную крепость, которая сохранилась до наших дней и является одной из главных достопримечательностей города. В 1635 году, после заключения перемирия, недостроенная крепость была выкуплена пруссаками за 10 000 талеров.
Курфюрст Фридрих Вильгельм, понимая стратегическое значение Пиллау, способствовал его развитию: были построены каменная кирха, мельница и маяк. В 1697 году в рамках Великого посольства город посетил русский царь Пётр I, который бывал здесь также в 1711 и 1716 годах.

### Город Пиллау
18 января 1725 года Пиллау получил статус города и герб с изображением осетра в короне. В 1745 году была построена городская ратуша (разрушена в конце Второй мировой войны).
Во время Семилетней войны, с 1758 года, Пиллау был занят русскими войсками императрицы Елизаветы Петровны. В этот период была построена Русская дамба (ныне Русская набережная) и православная церковь.
В ходе Наполеоновских войн 1 июня 1807 года французские войска безуспешно пытались взять крепость. В 1812 году они заняли город при отступлении из России, но уже 8 февраля 1813 года были вытеснены русским корпусом.
В 1816 году был построен новый маяк высотой 31,38 метра. В 1871 году крепость была полностью перестроена. 15 ноября 1901 года открытие судоходного Кёнигсбергского канала позволило судам проходить в Кёнигсберг, минуя Пиллау, что привело к экономическому упадку города.
Во время Великой Отечественной войны за город шли ожесточённые бои. 25 апреля 1945 года в ходе штурма город был взят войсками 11-й гвардейской армии под командованием генерал-полковника К. Н. Галицкого. 27 ноября 1946 года Пиллау был переименован в Балтийск.

### Послевоенная история
После войны началось восстановление города. К началу 1950-х годов функционировали пять школ. В 1952 году в Балтийске была создана крупнейшая на Балтийском море база военно-морского флота, что определило его развитие как закрытого города.
15 августа 1994 года был образован Балтийский городской округ, в который также вошли город Приморск и несколько посёлков. В 2004 году часть военно-морской базы была передана Министерству транспорта для использования в целях торгового мореплавания.
С 2008 по 2018 год существовал Балтийский муниципальный район. С 1 января 2019 года все поселения, входившие в его состав, были объединены в Балтийский городской округ.

## Политика
24 мая 2015 года на выборах в районный совет депутатов партия «Единая Россия» не получила ни одного мандата. Большинство мест (12 из 15) заняли независимые кандидаты.
В 2017 году главой администрации города Балтийск стал Сергей Мельников. До этого он был председателем комитета городского хозяйства администрации Калининграда.
С 2025 года начальником управления образования и временно исполняющей обязанности главы администрации Балтийска назначена Ольга Матасова.

## Население
| 1959    | 1967    | 1970    | 1979    | 1989    | 1992    | 1996    | 1998    | 2000    | 2001    |
| ------- | ------- | ------- | ------- | ------- | ------- | ------- | ------- | ------- | ------- |
| 17 378  | ↘17 000 | ↗20 300 | ↗23 568 | ↗27 070 | ↗27 900 | ↗30 500 | ↗30 900 | ↗31 200 | ↗31 400 |
| 2002    | 2003    | 2005    | 2006    | 2007    | 2008    | 2009    | 2010    | 2011    | 2012    |
| ↗33 252 | ↗33 300 | →33 300 | →33 300 | →33 300 | ↗33 400 | ↗33 576 | ↘32 697 | ↗32 700 | ↗32 899 |
| 2013    | 2014    | 2015    | 2016    | 2017    | 2018    | 2019    | 2020    | 2021    | 2023    |
| ↘32 778 | ↗32 922 | ↗33 095 | ↗33 212 | ↘33 181 | ↗33 317 | ↗33 551 | ↗33 658 | ↘26 796 | ↗27 032 |

На 1 января 2025 года по численности населения город находился на 526-м месте из 1124 городов Российской Федерации.
В конце XX — начале XXI века наблюдался рост населения, в основном за счёт миграции. В 1990-е годы численность увеличилась за счёт расквартирования в Балтийске военнослужащих из частей, выведенных с территории стран Балтии, Германии и Польши.
Национальный состав, по данным переписи 2010 года: русские, белорусы, украинцы, татары, литовцы и другие.

## Экономика
Основу экономики города составляют портовое хозяйство, судоремонт и пищевая промышленность. В XXI веке начал развиваться туризм.

### Промышленность и энергетика
Ведущее промышленное предприятие — Судоремонтный завод № 33, работающий как с военными, так и с гражданскими судами. Это самый близкий к Западной Европе российский судоремонтный завод с незамерзающей акваторией.
В городе расположено ЗАО «Балтийская нефтеперевалочная компания» с мощностью перевалки до 2,7 млн тонн нефтепродуктов в год.
Порт, находящийся у выхода в открытое море, является одним из ключевых предприятий города. Он активно используется для морской торговли с начала XXI века. Ведутся работы по его модернизации. Проектная мощность грузооборота порта составляет до 8 млн тонн в год.

## Транспорт
Городской транспорт представлен автобусными маршрутами и такси. Балтийск связан автобусным сообщением с Калининградом, Светлым, Янтарным, Светлогорском и другими городами. С Балтийской косой город связывает автомобильно-пассажирская паромная переправа.
Однопутная неэлектрифицированная железная дорога Калининградской железной дороги связывает Балтийск с Калининградом. Пассажирские перевозки осуществляются дизель-поездами и рельсовыми автобусами.
К западу от города проходит автомагистраль «Приморское кольцо».
Грузопассажирский паромный терминал является важным транспортным узлом. Паромные линии соединяют Балтийск с Усть-Лугой (Ленинградская область), обеспечивая транспортную связь с основной территорией России без пересечения границ других государств. Проектный грузовой оборот терминала — более 5 млн тонн в год.

## Туризм
До Второй мировой войны Пиллау был популярным курортом. В настоящее время туризм вновь становится важной отраслью экономики. Основные туристические направления — экологический туризм на Балтийской косе, пляжный отдых и осмотр достопримечательностей.
В городе есть несколько гостиниц и баз отдыха. Существуют планы по созданию на Балтийской косе туристического кластера. Ежегодно в последнее воскресенье июля День Военно-морского флота привлекает множество зрителей на парад кораблей Балтийского флота.

## Достопримечательности

### Исторические
- Руины рыцарского замка Лохштедт (XIII век). Замок был основан в 1270 году, служил резиденцией наместника магистра, а до 1581 года — центром управления добычей янтаря. Сильно разрушен во время Второй мировой войны, руины находятся на территории воинской части.
- Крепость «Пиллау» (XVII век). Пятиугольная крепость, заложенная шведами в 1626 году. Позже достраивалась и модернизировалась прусскими властями. Представляет собой пятиугольник с бастионами по углам и окружена рвом с равелинами. На территории крепости действует филиал Музея Балтийского флота.
- Фортификационные сооружения XVII—XIX веков. Комплекс включает форт «Западный» (1869) на Балтийской косе, который постепенно разрушается морем; форт «Восточный» (1889), хорошо сохранившийся; и форт «Штилле» (1889), частично разрушенный взрывом в 1945 году.
- Монумент Готтхильфу Хагену (1887), инженеру, строившему молы в гавани Пиллау. Сложен из гранитных валунов. Бронзовый барельеф с портретом Хагена не сохранился.
- Крест святого Адальберта. Установлен на предполагаемом месте гибели в 997 году чешского миссионера Адальберта. Первоначальный деревянный крест (1822) был заменён чугунным (1830). Современный памятник восстановлен в конце XX века.
- Водонапорная башня (1927). 32-метровая башня в стиле архитектурного экспрессионизма, построенная по проекту архитектора Густава Хоппа, является архитектурной доминантой города.
- Мемориальный комплекс в честь советских воинов, погибших при штурме Пиллау в 1945 году.

### Архитектурные
- Вид на северный мол в БалтийскеПехотные казармы (начало XX века). Комплекс зданий из красного кирпича, в котором сейчас располагается штаб Балтийского флота. Памятник немецкой военной архитектуры, использовался для подготовки подводников кригсмарине. После войны был отреставрирован.
- Кафедральный собор в БалтийскеКафедральный Свято-Георгиевский морской собор Балтийского флота. Открыт в 1991 году в здании бывшей немецкой реформатской кирхи (1866) в неоготическом стиле. Здание сильно пострадало в 1945 году, в советское время использовалось как клуб и склад. В 2001 году в собор были принесены частицы мощей адмирала Фёдора Ушакова.

- Здание Музея Балтийского флота (1903). Построено в псевдоготическом стиле для суда первой инстанции. После войны восстановлено, с 1957 года в здании размещается музей.
- Маяк в Балтийске.Маяк (1813—1816). Каменный маяк высотой 33,2 метра, самый западный маяк России. Авторство приписывают архитектору Карлу Шинкелю или гидроинженеру Шульцу[41]. Огонь виден на расстоянии 16 морских миль. После войны был восстановлен и модернизирован.
- Памятник Петру I (1998). Установлен на берегу Калининградского пролива в честь 300-летия Балтийского флота. Пётр I трижды посещал Пиллау и называл его «мой маленький Амстердам».

- Конный памятник императрице Елизавете Петровне (2004). Установлен на Северном молу в центре историко-культурного комплекса «Елизаветинский форт». Скульптор — Г. В. Франгулян. Императрица изображена в мундире полковника Преображенского полка. Общая высота памятника — 14 метров.

## Образование
В Балтийске действуют несколько общеобразовательных учреждений, включая три средние школы, гимназию № 7 имени К. В. Покровского, лицей № 1, а также учреждения дополнительного образования.

## Культура
В городе работают музей Балтийского флота, Культурно-молодёжный центр, Дом офицеров флота, Балтийский матросский клуб, несколько библиотек и школа искусств имени И. С. Баха.
Музей Балтийского флота был открыт в 1957 году. Его экспозиции посвящены истории флота с момента основания до наших дней. С 2012 года является филиалом Центрального военно-морского музея.
Крупными культурными событиями являются парад на День ВМФ и фестиваль бардовской песни «Балтийская Ухана».

## Спорт
В городе функционируют стадион «Искра», плавательный бассейн, спортивный комплекс ЦСКА и другие спортивные объекты. Развиты футбол, пляжный футбол, академическая гребля, парусный спорт и борьба. Футбольная команда «Искра» выступает в первенстве Калининградской области. Команда по пляжному футболу «Кронштадт-Променад» — неоднократный чемпион области.

## Символы
Главный символ города — герб, утверждённый в 1725 году. На нём изображён серебряный осётр в золотой короне на сине-красном фоне. Герб символизирует богатство города рыбными промыслами и его приморское положение. Современная версия герба, утверждённая в 1993 году и позже скорректированная, сохраняет исторический сюжет.

## Города-побратимы
- Нефтеюганск, Россия
- Карлскруна, Швеция
- Эльблонг, Польша
- Ныса, Польша
- / Севастополь Россия/Украина[43]
- Серпухов, Россия[44]